# Honduras hívójelkörzetei
Honduras hívójelkörzetei igazodnak az ország megyehatáraihoz, egy hívójelkörzetbe több megye tartozik.
Honduras számára az ITU a HQ, HR hívójelprefixeket határozta meg.

## Honduras hívójelkörzetei[1][2][3]
| Prefix | Körzet | Hely/jelleg                                        |
| ------ | ------ | -------------------------------------------------- |
| HQ     | [0..9] | Honduras                                           |
| HR     | 0      | Külföldi látogatók számára ideiglenes hívójelekhez |
| HR     | 1      | Comayagua                                          |
| HR     | 1      | La Paz                                             |
| HR     | 1      | Francisco Morazán                                  |
| HR     | 2      | Cortés                                             |
| HR     | 2      | Yoro                                               |
| HR     | 3      | Atlántida                                          |
| HR     | 3      | El Paraíso                                         |
| HR     | 3      | Olancho                                            |
| HR     | 3      | Gracias a Dios                                     |
| HR     | 3      | Colón                                              |
| HR     | 4      | Choluteca                                          |
| HR     | 4      | Valle                                              |
| HR     | 5      | Copán                                              |
| HR     | 5      | Santa Bárbara                                      |
| HR     | 5      | Ocotepeque                                         |
| HR     | 5      | Lempira                                            |
| HR     | 5      | Intibucá                                           |
| HR     | 6      | Islas de la Bahía                                  |

## Lajstromjel
Vízi és légi járművek lajstromjelezéséhez a HR prefixet használják.